# Alastair Bruce (Schriftsteller)
Alastair Bruce (geboren  1972 in Port Elizabeth (Gqeberha)) ist ein südafrikanisch-britischer Schriftsteller.

## Leben
Alastair Bruce studierte Technik an der Universität Kapstadt und machte danach einen Master in Englischer Literatur. Er zog 1997 nach Großbritannien und arbeitet in London in einem Verlag im Electronic Publishing. Er wohnt mit seiner Familie in Buckinghamshire.
Sein Debütroman Wall of Days wurde auf der Shortlist für den Commonwealth Writers’ Prize nominiert. Der Roman wurde ins Deutsche und ins Spanische übersetzt. 

## Werke
- Wall of Days. 2010
  - Die Wand der Zeit. Roman. Übersetzung Malte Krutzsch. München: Antje Kunstmann, 2012
- Boy on the Wire. 2015
- The Weight of Skin. 2020